# Adolph Hoffmann (Richter)
Adolph Hoffmann (* 14. April 1835 in Erfurt; † 15. Juni 1899 in Berlin) war Jurist und Mitglied des Deutschen Reichstags.

## Leben
Hoffmann besuchte das Gymnasium in Erfurt und studierte von 1854 bis 1857 Rechtswissenschaften an den Universitäten Berlin und Heidelberg. Von 1857 bis 1862 war er Appellationsgerichts-Auskultator beim Kreisgericht Erfurt und Kammergerichtsreferendar beim Stadtgericht Berlin. Zwischen 1862 und 1869 war er erst Gerichtsassessor, dann etatmäßiger Richter, seit Oktober 1879 Amtsgerichtsrat in Berlin.
Seit der Reichstagswahl 1874 war er als Vertreter eines Berliner Wahlkreises Mitglied des Reichstages, legte im Januar 1880 wegen Krankheit aber sein Mandat nieder. 1881, 1884 und 1887 wurde er im thüringischen Reichstagswahlkreis Fürstentum Schwarzburg-Rudolstadt wieder in den Reichstag gewählt und war seit der letzten Session der 5. Legislaturperiode bis Januar 1887 zweiter Vizepräsident des Reichstages. Dem Reichstag gehörte er in der Folge bis 1890 an, er vertrat dabei erst die Deutsche Fortschrittspartei, ab 1884 die Deutsche Freisinnige Partei.